# 2022년 하르키우 역공세
2022년 하르키우 역공세(우크라이나어: Контрнаступ на Слобожанщині, 러시아어: Контрнаступление на востоке Украины)는 우크라이나군이 러시아 점령 하르키우주에 대해 진행 되었던 반격이다. 8월 말 헤르손에서 우크라이나 남부 역공세가 개시되자 우크라이나군은 9월 초 우크라이나 북동부 지역인 하르키우주에서 동시다발적 역습을 시작했다. 예상치 못한 작전을 통해 러시아 전선 깊숙이 침투하며, 우크라이나는 9월 9일까지 수백 제곱킬로미터의 영토를 수복했다. 9월 10일, 전쟁연구소(ISW)는 우크라이나군이 하르키우 지역의 약 2,500km2를 점령했다고 발표했고, 로이터 통신은 러시아군이 핵심적인 철도 거점인 쿠피얀스크의 탈환으로 인해 이줌 기지에서 철수할 수 밖에 없었다고 보도했다. 2022년 10월 반격이 끝나 스바토베-크레민나 전선 전투로 이행하였다.

## 배경
러시아의 우크라이나 침공 첫 달 동안 러시아의 공세는 이줌과 쿠피얀스크와 같은 주요 보급 중심지를 비롯해 하르키우주의 방대한 영역을 러시아 치하에 두게 했으나, 대부분의 지역은 여전히 우크라이나군의 통제 하에 남아있었으며, 하르키우로 진격하는 러시아군을 저지하며 이윽고 3월과 5월 러시아군을 격퇴했다.
이러한 역전 이후 우크라이나와 서방의 군사 분석가들은 러시아가 새 공세를 재개할 역량이 부족하다고 평가했고, 그 후 몇 달 동안 이 지역의 전선은 대체로 정체되었던 반면 하르키우는 남은 러시아군의 집중 포격을 받아 1000명 이상이 사망했다. 관리들은 이 폭격이 우크라이나가 하르키우에 병력을 빼내어 타 전선에 투입시키지 못하도록 강요한 것으로 여겼다.
2022년 8월 말에서 9월 초까지 이 지역의 러시아군은 우크라이나군의 반격에 대응하여 제1근위전차군과 같은 정예부대를 포함한 수천명의 병력이 헤르손으로 방향으로 재배치하며 약화되었다. 우크라이나 특수부대에 따르면, 이 공세는 하르키우에서의 반격 준비를 위장하는 동시에 위장 공세의 과실까지 취하려는 성동격서 작전이었다.

## 역공세

### 전투서열

#### 우크라이나
우크라이나군
- 영토방위군
  -  제103영토방위여단[27]
  -  제112영토방위여단[28]
  -  제113영토방위여단[28]
  -  제107영토방위여단[29]
  -  국제군단[30]
- 우크라이나 육군
  -  제3전차여단[31]
  -  제14기계화여단
  -  제60보병여단
  -  제92기계화여단[31]
  -  제93기계화여단
- 우크라이나 공수군
  -  제25공수여단[31][32]
  -  제80공중강습여단[31]
  -  제95공중강습여단[33]

 우크라이나 보안국

우크라이나 파르티잔

#### 러시아
러시아군
- 서부군관구[35]
  - 제1근위전차군[36]
  - 제20근위제병부대[31]
- 중앙군관구
  - 제2근위전차군[31]

 LPR 인민민병대
 DPR 인민민병대

### 첫 공세: (2022년 9월 6일 ~ 12일)

#### 초기 진출
2022년 9월 6일, 우크라이나군은 하르키우 지역에서 역공세를 개시했고, 러시아군에 기습 공격을 감행했다. 우크라이나군은 러시아가 장악한 영토로 최소 20km를 진격했고, 처음 이틀 동안 400km²의 영토를 탈환했다.
9월 9일, 우크라이나는 러시아의 전선을 돌파했고, 50km를 진격하여 1,000km²가 넘는 영토를 탈환했다고 발표했다. 이 공세는 이 지역 러시아의 주요 보급 기지인 이줌에서 북서쪽으로 약 44km 떨어진 곳까지 닿았고, 전쟁 초기 러시아가 키이우에서 철수한 이후 거의 볼 수 없는 진군 속도였다. 9월 10일 이줌의 함락은 워싱턴 포스트에 의해 "충격적인 완패"로 평가받았으며, 전쟁연구소는 우크라이나군이 돌파구로부터 약 2,500km²를 점령했다고 가늠했다. 한 군사 전문가는 러시아군이 완전히 손실을 입은 것은 제2차 세계 대전 이후 처음이며, 이줌에서의 성과가 제2차 하리코프 전투에서 소련의 패배를 연상케했다고 말했다.

## 같이 보기
- 2022년 우크라이나 남부 역공세
- 발라클라야 전투
- 셰우첸코베 전투
- 쿠퍈스크 전투
- 리만 전투